# Wolfgang Kapp

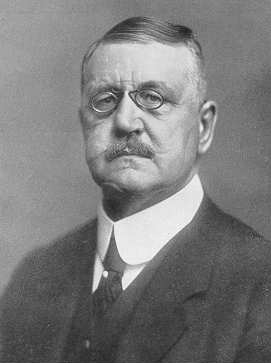
Wolfgang Kapp

Wolfgang Kapp (* 24. Juli 1858 in New York City, USA; † 12. Juni 1922 in Leipzig) war ein deutscher Verwaltungsbeamter, zuletzt Generallandschaftsdirektor in Königsberg. Er führte am 13. März 1920 zusammen mit General Walther von Lüttwitz unter Einsatz der Marine-Brigade Ehrhardt mit Unterstützung von Erich Ludendorff den erfolglosen Kapp-Putsch gegen die demokratisch gewählte Reichsregierung in der Hauptstadt Berlin an.

## Leben

### Jugend, Studium und Anfänge als Ministerialbeamter (1858 bis 1907)
Kapp war Sohn des in der Folge der Badischen Revolution nach Amerika ausgewanderten Anwalts Friedrich Kapp (1824–1884) und der Luise geb. Engels, Tochter des Generalmajors und Kommandanten von Köln Friedrich Ludwig Engels. Die Familie fühlte sich im amerikanischen Exil jedoch nie wirklich heimisch und kehrte schließlich 1870 nach Deutschland zurück. Nach Besuch des Friedrich-Wilhelm-Gymnasiums in Berlin begann Kapp an der Eberhard Karls Universität Tübingen und der Georg-August-Universität Göttingen das Studium der Rechtswissenschaften, das er 1886 mit der Promotion abschloss. 1878 wurde er Mitglied des Corps Hannovera Göttingen. Von den Mensuren, die er dort ausfocht, trug er deutlich erkennbare Schmisse im Gesicht davon.
Bereits 1884 heiratete Kapp Margarete Rosenow, mit der er drei Kinder hatte. Durch die Familie seiner Frau erhielt er Kontakt zu konservativen Junkerkreisen. Außerdem wurde er 1890 zum Eigentümer des Rittergutes Pilzen bei Preußisch Eylau (Ostpreußen). Von 1891 an war er Landrat des Landkreises Guben. Als Beamter im Staatsdienst stieg Kapp ab 1900 bis in den Rang eines Oberministerialrates im Landwirtschaftsministerium auf.

### Generallandschaftsdirektor (1907–1920)
1907 übernahm Kapp auf Vermittlung eines Freundes, des einflussreichen ostelbischen Großagrariers Elard von Oldenburg-Januschau, die Leitung der Ostpreußischen Generallandschaftsdirektion, die er – mit einer mehrmonatigen Unterbrechung 1916/17 – bis März 1920 innehaben sollte. Erfolgreich setzte er sich für Landarbeiterbewegung, Bauernsiedlung und Grundentschuldung ein und gründete gegen starke Widerstände die gemeinnützige öffentlich-rechtliche Lebensversicherung, bei einem Jahressalär von 72.000 Mark. 1912 wurde er zudem in den Aufsichtsrat der Deutschen Bank gewählt. Er war Ehrendoktor der Universität Königsberg. Kapp verfügte über gute Beziehungen zu Bankiers und Großindustriellen, besonders zu Hugo Stinnes.
Während des Ersten Weltkrieges wurde Kapp in der deutschen Bevölkerung weithin bekannt, indem er als einer der profiliertesten Vertreter weitreichender deutscher Kriegsziele auftrat. So forderte er unter anderem umfassende Annexionen und hohe Reparationszahlungen der Entente cordiale an das Deutsche Reich als Ziel der deutschen Kriegspolitik. Insbesondere die dauerhafte militärische, ökonomische und politische Anbindung des besetzten Belgiens auch nach dem Ende des Krieges an das Reich, die Etablierung deutscher Marinestützpunkte an der Küste von Flandern und ein energisches Vorgehen gegen Großbritannien erachtete er als unerlässlich.
Als nachdrücklicher Befürworter eines uneingeschränkten U-Boot-Krieges gegen Großbritannien geriet Kapp in Konflikt mit dem Reichskanzler Bethmann Hollweg, der die Aufnahme desselben aus Furcht vor einem amerikanischen Kriegseintritt zu verhindern suchte. Kapp verfasste unter anderem das den wichtigsten Personen der politischen, wirtschaftlichen und militärischen Führungsschicht des Reiches zugeschickte Pasquill „Die nationalen Kreise und der Reichskanzler“. Bethmann Hollweg bezeichnete Kapp daraufhin im Reichstag als „politischen Piraten“ – was Kapp als Beleidigung empfand und zu einer Duellforderung veranlasste. Bethmann Hollweg lehnte sie für die Dauer seiner Amtszeit ab, kam ihr aber auch nach seinem Sturz am 13. Juli 1917, als nach seiner eigenen Aussage einem Duell nichts mehr im Wege stehen sollte, nicht nach.
Kapp wurde bei einer Nachwahl am 2. Februar 1918 in Gumbinnen noch Mitglied des letzten Reichstags des Kaiserreichs, der von Januar 1912 bis Januar 1919 amtierte. Er empfand die Niederlage im Ersten Weltkrieg als nationale Schande und wurde ein Verfechter der Dolchstoßlegende. Bereits 1917 – noch während des Krieges – hatte Kapp als Reaktion auf die Friedensresolution des Reichstages die Deutsche Vaterlandspartei (DVLP) gegründet. Im Jahr 1919 beteiligte er sich an der antirepublikanischen Nationalen Vereinigung.

### Der Kapp-Putsch und die letzten Jahre (1920–1922)
Kapp erklärte am 13. März 1920 nach der militärischen Besetzung des Berliner Regierungsviertels die geflüchtete  Koalitionsregierung aus SPD, Zentrum und DDP unter Reichskanzler Gustav Bauer für abgesetzt, die Weimarer Nationalversammlung und die preußische Regierung für aufgelöst und ernannte sich selbst zum Reichskanzler und preußischen Ministerpräsidenten. Der Kapp-Putsch brach bereits am 17. März aufgrund der Verweigerung der staatlichen Verwaltung und des von SPD, USPD und KPD ausgerufenen Generalstreiks zusammen. Nach dem Scheitern des Putsches versteckte sich Kapp nach eigenen Angaben zunächst einige Tage in wechselnden Quartieren in der Mark Brandenburg, flüchtete dann nach Schweden ins Exil und bat dort um politisches Asyl.
Nachdem die deutsche Regierung bekannt gegeben hatte, dass sie kein Auslieferungsgesuch stellen würde, erhielt Wolfgang Kapp von den schwedischen Behörden eine dauerhafte Aufenthaltsgenehmigung. Er musste sich alle 14 Tage bei der örtlichen Polizei  melden. Anfang Juli folgten ihm seine Frau und seine jüngere Tochter Anneliese ins Exil.
Seine politischen Ziele und seine Geisteshaltung fasste Kapp rückblickend zusammen, indem er die Ungarische Räterepublik mit der Weimarer Republik gleichsetzte. Den rechtsterroristischen Putsch stellte er mit antisemitischem und antilinkem Zungenschlag als einen letzten Rettungsversuch „des altpreußischen Beamtenstaates“ dar.
In Ungarn und auch in Deutschland seien „eine Herrschaft der Journalisten und Gewerkschafter“ und ein „jüdisches Regiment“ errichtet worden. Das hätte „mit einem Ruck abgeschüttelt“ werden können, wenn es mehr Einigkeit innerhalb der rechten politischen Formationen gegeben hätte.
Im Dezember 1921 begann der Hochverratsprozess vor dem Reichsgericht in Leipzig gegen v. Jagow, Conrad von Wangenheim und Georg Schiele, Kapps Verbündete beim Putsch. V. Jagow wurde zu fünf Jahren Festungshaft verurteilt. Kapp entschloss sich nach Deutschland zu kommen, um sich dem Reichsgericht zu stellen. Er plante aber nicht, eine Schuld einzugestehen; vielmehr wollte er klarstellen, dass „das Märzunternehmen nicht Hochverrat gewesen“ sei, denn „die Verbrecher am Volk und dem einst so strahlenden Vaterland“ seien die Revolutionäre vom November 1918 gewesen.
Im Frühjahr 1922 stellte Kapp sich in Erwartung eines Hochverratsprozesses vor dem Reichsgericht und wollte diesen für die Verteidigung seines Putsches nutzen. Kapp kam in Untersuchungshaft und wurde dort ärztlich untersucht. Dabei wurde hinter seinem linken Auge ein bösartiger Tumor festgestellt.
Kapp wurde in das städtische St.-Georg-Krankenhaus eingeliefert und wenige Tage später von seinem Schwiegersohn, einem Chirurgen, operiert. Die Operation verlief erfolgreich; der Krebs hatte aber bereits innere Organe befallen. Kapp blieb bis zu seinem Tod am 12. Juni 1922 im St. Georg-Krankenhaus.